# Anthony Richardson
Anthony Lamont Richardson (Raleigh, 29 luglio 1983) è un ex cestista statunitense, professionista nella NBDL, in Europa e in Asia.

## Palmarès
- McDonald's All-American Game (2001)
- Campione USBL (2007)
- USBL Player of the Year (2007)
- All-USBL First Team (2007)
- Miglior marcatore USBL (2007)